# Veritas AG
Veritas AG es una corporación automotriz multinacional, basada en Gelnhausen, Alemania, en la región Main-Kinzig del estado Hessen. La empresa familiar emplea hoy día a más de 4300 personas alrededor del mundo. En 2011 las ventas de la compañía rondaron los €580 millones.

## Historia
Veritas fue fundada en 1849 como Berliner Gummiwaarenfabrik (Fábrica de Artículos de Hule de Berlín) y continúa siendo la más antigua fabricante de hule (caucho) en Alemania. En 1883 la compañía firmó un ofrecimiento público para convertirse en Berliner Gummiwaarenfabrik AG donde AG es la abreviación de Aktiengesellschaft o compañía accionaria
En 1886 Berliner Gummiwaarenfabrik AG se fusiona con Frankfurter Gummiwarenfabrik Wendt, Buchholz & Co., estando esta última basada en la ciudad de Gelnhausen. Los cuarteles de la ahora Vereinigte Berlin-Frankfurter Gummiwaaren-Fabriken AG (Fábricas Unidas de Hule de Berlin-Frankfurt) se trasladan a Berlín, pero una planta productiva permanece en la calle Barbarossa de Gelnhausen. En 1899 un desafortunado incendio consume la mayoría del área de producción allí mismo

## Desarrollo en elsigloXX
En 1900 la Vereinigte Berlin-Frankfurter Gummiwaaren-Fabriken AG inicia la producción de neumáticos para automóviles. La corporación comienza a ponerlos en el mercado -en versiones con y sin tachones (picos) metálicos- bajo el nombre comercial Veritas. En 1905, estos particulares neumáticos, equipados con tachones metálicos, fueron una novedad nunca antes vista en el mundo.
Durante los años que precedieron a la Primera Guerra Mundial, la corporación tuvo sus niveles más altos de éxito. La compañía había evolucionado en una gran corporación, con dos plantas en Berlín, una en Gelnhausen, una en Bremen, así como otra más Grottau (actualmente Hrádek nad Nisou) que en aquel entonces pertenecía a la región de Bohemia. En 1929, y vinculándose al nombre comercial de su exitoso neumático, la corporación fue rebautizada como Veritas Gummiwerke AG (Veritas talleres de Hule). El impacto de la crisis económica de 1929 estuvo a punto de detener la producción. Sólo la operación de Grottau, ya entonces parte de Checoslovaquia, estaba totalmente llena 
En 1933 la operación en Berlín, en colaboración con los laboratorios de prueba de IG-Farben (Leverkusen), tuvieron éxito en introducir el hule sintético "Buna" en la manufactura práctica. La primera innovación de este nuevo material fue el uso en mangueras de frenos para el Sistema de Trenes Nacional alemán (Deutsche Reichsbahn)
El peligro amenazante de una Segunda Guerra Mundial motivó a la mesa directiva, a abandonar las actividades en Europa Oriental. La operación de Grottau fue vendida. Dicha operación nunca generó pérdidas, y durante la crisis económica fue de mucha ayuda para toda la corporación.
Debido a las difíciles hostilidades de la guerra, la administración fue movida de Berlín-Lichterfelde, a Gelnhausen. De esa forma se pudieron rescatar los archivos de la compañía, pues poco antes de la mudanza, la operación de Berlín-Lichterfelde fue severamente destruida por los continuos ataques aéreos. Los edificios de la producción en Gelnhausen soportaron la guerra casi sin daños. Dos años tras el fin de la guerra, también los cuarteles de la compañía fueron oficialmente relocalizados de Berlín a los talleres de Gelnhausen. Adicionalmente, los acuerdos de las fuerzas vencedoras mantuvieron a Berlín fuera de Alemania Occidental. Las reformas en materia monetaria trajeron nuevos bríos y entusiasmo laboral a los talleres de Berlín y Gelnhausen. Sin embargo, el bloqueo a Berlín puso a la planta allí en condiciones difíciles para conseguir materias primas

## La Post-guerra
1955 presentó excelentes condiciones económicas. Veritas reinvirtió sus ganancias y un laboratorio generosamente equipado fue erigido en Gelnhausen. En las instalaciones de Hule de Veritas, en Berlín y Gelnhausen, 700 trabajadores y empleados están activos. 1968-69 llegó con un enorme impulso económico y el volumen de ventas creció 30% comparado con el año anterior.
A partir de 1978, Veritas compra terrenos en la calle Stettiner de Gelnhausen, e inicia la construcción de nuevas instalaciones de producción. En particular para la manufactura de manguera de hule, la vieja planta se había vuelto muy pequeña. La producción en Berlín fue mudada gradualmente a Gelnhausen. En 1982 cierra la operación de Berlín-Lichterfelde. Con ello, 133 años llegaron a su fin, fin de una era que inició con la fundación de la primera fábrica de hule en Alemania (1849) y la piedra angular de lo que es hoy Veritas AG. Un año más tarde, en los terrenos de Gelnhausen una nueva planta mezcladora de compuestos - una de las más modernas en Alemania - inicia la producción. A partir de 2008, esta planta ha producido todos los compuestos de hule necesarios para el Grupo Veritas, incluyendo a la empresa afiliada (grupo) Poppe
La adquisición de Ulrich Gummiwerke AG toma lugar en 1986. Con la compra de terreno adicional, sumado al ya perteneciente a la compañía Ulrich AG, se crea un generoso plan de largo plazo para la segmentación de las operaciones dentro de la corporación. En 1990 y bajo el patrocinio de Veritas, se abre en Gelnhausen la primera escuela técnica del estado para estudios de Hule y Plástico, en todo el país
Las fuertes recesiones de la industria durante los años 1992-93 también trajeron a Veritas caídas considerables en ganancias y en obtención de nuevos contratos. Después de 117 años en 1993; y conforme a un plan, las viejas instalaciones de la calle Barbarossa, fueron abandonadas

## Expansión
En su portafolio de sistemas, un hito importante llegó con la compra de una planta de hule en Rülzheim. Con el establecimiento en 1995 de Veritas Dunakility Kft en Hungría, Veritas dio el primer paso para convertirse en un jugador Global dentro de la industria automotriz. La planta se localiza en la esquina tri-nacional de Austria-Hungría-Eslovaquia, no lejos de Viena y Bratislava, en las márgenes húngaras del Danubio. Tres años más tarde Veritas Thüringen (Turingia) GmbH fue fundada en Benshausen. Justo atravesando la autopista, frente a la planta Volkswagen ubicada en Puebla, México; y también en 1998 se establece Automotive Veritas de México.
Un paso largamente preparado, que simbolizó la expansión del abanico de productos y las competencias clave, fue tomado en 1999: la corporación cambió su nombre. Este paso a la modernización consistió en renombrar Veritas Gummiwerke AG a Veritas AG. Ahora, la pericia y reconocimiento no quedan únicamente en la manufactura de artículos de hule. Los componentes de plástico y metal pertenecen de igual manera al surtido de productos que se asocian a Veritas, como un proveedor exitoso a nivel mundial
La internacionalización de Veritas crece aún más en 2005, con la adquisición de PS Fertigungstechnik GmbH en Mieders, Austria, donde se elaboran productos metálicos. Se amplía el espectro de producto: adicional al hule el plástico y metal son suministrados como parte de los sistemas. Hacia 2008, cerca de Estambul se fundaVeritas Otomotiv, como sitio adicional para el moldeo por inyección
En 2010 Veritas adquiere OGW - Ostsächsiche Gumiwerke Polenz GmbH en Neustadt, en el estado de Sajonia. En 2012 este sitio se registra bajo el nombre Veritas Sachsen GmbH
Las locaciones actuales de Veritas también incluyen Veritas Automotive Systems, en la ciudad de Kunshan, China; así como oficinas de ventas en Corea, en Wolfsburg, y en la ciudad de Troy, Míchigan

## Productos
El rango de productos Veritas alguna vez cubrió todo desde neumáticos de auto y suelas de zapatos, hasta tapas para jugo y mangueras para aspiradoras; pasando por tapas y limpiadores de drenaje. Hoy día Veritas AG es proveedora de sistemas automotrices, especializada en el desarrollo y manufactura de componentes y ensambles multifuncionales, para cumplir con las funciones de unir, sellar, transportar, medir y regular. Estos productos se pueden ver en el compartimiento del motor, la carrocería y bajo piso de los autos, así como en sus tanques de combustible
Esta gama de partes automotrices se puede dividir en tres grupos principales:
Sistemas de Fluidos:
Unidades complejas que permiten la interconexión y el transporte seguro de aceito o combustible en los autos
Sistemas Moldeados:
Satisfacen el desempeño exigente de plásticos elastoméricos y de plásticos suaves/duros, las soluciones diseñadas atienden aplicaciones como topes para puertas/portezuelas, ojales para paso de cables, soportes para el gato del auto, fuelles para llevar cables a las portezuelas, etc.
Sistemas Térmicos:
Desarrollo de soluciones que conducen aire en los motores. La integración de múltiples materiales entregan sistemas para turbo-cargados óptimos